# Powstanie Drogi Mlecznej
Powstanie Drogi Mlecznej (wł. L’origine della Via Lattea) – obraz włoskiego malarza Jacopa Tintoretta. Obraz ten powstał około 1575 roku a obecnie jest przechowywany w National Gallery w Londynie.
Obraz powstał na zamówienie cesarza Rudolfa II i był jednym z czterech zamówionych do paryskiej rezydencji królewskiej. Na trzech obrazach tematyką wiodącą były epizody z życia Herkulesa; w czwartym dziele Tintoretto ukazuje muzy. Artysta inspirację czerpał prawdopodobnie z X wiecznego bizantyjskiego traktatu o uprawie, wydanego we Włoszech w 1539 roku (jeden z rozdziałów opisywał historię kwiatu Lilii) oraz z innych średniowiecznych tekstów.

## Temat obrazu
Temat obrazu nawiązuje do mitologii greckiej i rzymskiej. Herkules narodził się w wyniku podstępu, gdy Jowisz przybrał postać męża Alkmeny. Wiedział, że w inny sposób nie będzie mógł zbliżyć się do wiernej żony. Jako syn ziemskiej niewiasty Herkules był więc śmiertelny. Jego ojciec Jowisz, postanawia jednak obdarzyć go nieśmiertelnością. W tym celu, podstępem, przystawia niemowlę do piersi śpiącej Junony. Jednak Junona budzi się i porusza a część mleka tryska w górę tworząc jasny pas na firmamencie niebieskim. W ten sposób starożytni Grecy i Rzymianie tłumaczyli powstanie Drogi Mlecznej na nocnym niebie.

## Opis i symbolika
Tintoretto ukazał Jowisza trzymającego w ramionach chłopca, zlatującego z nieba ku Junonie. Przystawia on Herkulesa do piersi bogini, która pochylona rozkłada ramiona. Wzdłuż rąk, z jej lewej piersi tryska mleko w stronę nieba tworząc pasmo migocących gwiazd, a mleko z prawej piersi spływa na ziemię. Dolna część obrazu zaginęła, ale wiadomo, iż przedstawiała personifikację Ziemi wśród lilii. Wokół postaci ukazane zostały amorki ze swoimi atrybutami: jeden z nich trzyma sieć będącą symbolem zdrady i nawiązującą do podstępnego czynu Jowisza. Pozostałe atrybuty: strzały i łuk, są symbolami erotycznymi. Pośrodku dzieła znajduje się orzeł, atrybut Jowisza a przedmiot trzymany w jego szponach to wiązka błyskawic. Pawie widoczne z prawej stronie są atrybutem Junony.